# Evald Flisar
Evald Flisar (Gerlinci, 13 februari 1945) is een Sloveens schrijver, dichter, toneelschrijver, uitgever en vertaler. Hij was voorzitter van de Sloveense Schrijversbond tussen 1995 en 2002. Tegenwoordig is hij hoofdredacteur van het literaire en culturele tijdschrift Sodobnost. 

## Leven
Flisar werd geboren in de Sloveense regio Prekmurje in het voormalige Joegoslavië. Hij studeerde vergelijkende literatuurstudie en algemene taalkunde aan de Universiteit van Ljubljana. 

### Vroege werken
Vanaf 1965 schreef hij voor verschillende kranten en literaire tijdschriften zoals Tribuna, 7D, Delo, Naši razgledi, Srce in oko, Dialogi, Problemi, Sodobnost en Svetla pot.
Na de uitgave van zijn eerste dichtbundel Symphonia poetica in 1966, besloot hij zijn studies op te geven en freelance kunstenaar te worden. In 1967 vertaalde hij in Murska Sobota Stefan Zweigs roman Bouwers van de wereld (Die Baumeister der Welt) naar het Sloveens (Graditelji sveta). In datzelfde jaar schreef hij ook het pamflet De zelfmoord van Christus (Kristusov samomor) dat hij zelf publiceerde. In 1968 werd zijn eerste roman Wemeling van stof (Mrgolenje prahu) uitgegeven en het jaar daarop kwam zijn tweede roman, Sterven in een spiegel (Umiranje v ogledalu) uit. Datzelfde jaar besloot hij naar het buitenland te trekken. 

### Buitenland
In Wenen schreef hij het radiodrama Het gerechtsgebouw (Sodniška zgradba), dat door de jury van Radio Ljubljana met de eerste prijs bekroond werd. Daarna ging hij naar Londen, waar hij drama en Engelse taal- en letterkunde begon te studeren aan het Chiswick Polytechnic College. Verder schreef hij er radiodrama's en was hij redacteur van het Encyclopedie van de wetenschap. Hij schreef Upsetting of the Status Quo voor de Britse tv-zender BBC. In 1972 publiceerde hij in Maribor de tragikomedie De kastanjekroon (Kostanjeva krona), een toneelversie van Wemeling van stof (Mrgolenje prahu). 
Daarop volgde een reis door Australië. Hij studeerde er Engels en bestuurde gedurende twee jaar een ondergrondse elektrische trein in Sidney. Vervolgens trok hij naar Azië, wat nogal een schok was. In zijn eerste reisverslag Duizend en een weg (Tisoč in ena pot, 1979) vatte Frislar de route samen van Indonesië door Thailand tot aan de opiumgebruikers aan de Birmese grens, over Nepal en helemaal tot in India. Na een tussenstop in Londen trok hij op reis door West-Afrika, een reis die hij beschreef in Ten zuiden van het noorden (Južno od severa, 1981). De beste verhalen uit Australië, Azië en Afrika werden later verzameld in de bundel Reiziger in het koninkrijk der schaduwen (Popotnik v kraljestvu senc, 1992), dat bekroond werd met de Prešerenprijs.
Flisars meest geliefde bestemming tot op de dag van vandaag is India gebleven, waar hij nog meermaals naartoe trok. In 1984 werd een bundel van zeven verhalen De jacht op de jager en andere verhalen (Lov na lovca in druge zgodbe) uitgegeven. Op basis van zijn lange reis door Ladakhu en omliggende berggebieden ontstond de roman De tovenaarsleerling (Čarovnikov vajenec), die voor het eerst werd uitgegeven in delen in het wekelijkse tijdschrift 7D. In 1986 werd het als boek gepubliceerd. Het jaar daarop werd er in Hollywood een filmscript op de roman gebaseerd. In India ontstond ook de roman De te verre reis (Potovanje predaleč, 1998) waarvan een documentairefilm werd gemaakt. Sinds 1990 woont Evald Flisar voornamelijk in Ljubljana.

### Drama
Met het toneelstuk De nimf sterft (Nimfa umre, 1989) begon een periode van drama, in het bijzonder van tragikomedies, die ook in het buitenland werden opgevoerd. Een van zijn meest succesvolle stukken is En Leonardo? (Kaj pa Leonardo?, 1992) dat bekroond werd met de Prešerenprijs en de Grumprijs. 

## Gepubliceerde werken

### Poëzie
- Symphonia poetica, 1966

### Proza
- Mrgolenje prahu, Wemeling van stof,  1968, (roman)
- Umiranje v ogledalu, Sterven in een spiegel, 1969 ( roman)
- Tisoč in ena pot, Duizend en een weg, 1979 (reisverhaal)
- Južno od severa, Ten zuiden van het noorden, 1981 (reisverhaal)
- Lov na lovca, De jacht op de jager, 1984 (kortverhalen)
- Čarovnikov vajenec, De tovenaarsleerling, 1986 (roman)
- Noro življenje, Gek leven, 1989 (reisverhaal)
- Popotnik v kraljestvu senc, Reiziger in het koninkrijk der schaduwen, 1992 (reisverhaal)
- Potovanje predaleč, De te verre reis, 1998 (roman)
- Zgodbe s poti, Verhalen van onderweg, 2000 (kortverhalen)
- Velika žival samote, Groot dier van de eenzaamheid, 2001 (roman)
- Ljubezni tri in ena smrt, Drie liefdes en een dode, 2002 (roman)
- Čaj s kraljico, Thee met de koningin, 2004 (roman)
- Mogoče nikoli, Misschien nooit, 2007 (roman)
- Opazovalec, De waarnemer, 2009 (roman)
- Na zlati obali, Op het gouden strand, 2010 (roman)
- To nisem jaz: legoroman, Dat ben ik niet: legoroman, 2011 (roman)
- Dekle, ki bi raje bilo drugje, Het meisje dat liever elders was geweest, 2012 (roman)

### Toneel
- Sodniška zgradba, Het gerechtsgebouw, 1969 (radiotoneel)
- Vojaki ob koncu vojne, Soldaten aan het einde van de oorlog, 1970 (radiotoneel)
- Kostanjeva krona, De Kastanjekroon, 1970
- Ukradena hiša, Het gestolen huis, 1972 (radiotoneel)
- Nimfa umre, De nimf sterft, 1989
- Jutri bo lepše, Morgen zal het beter zijn, 1992
- Kaj pa Leonardo?, En Leonardo?, 1992
- Naglavisvet, 1993 (radiotoneel)
- Tristan in Izolda: igra o ljubezni in smrti, Tristan en Izolde: een spel over leven en dood, 1994
- Stric iz Amerike, Een oom uit Amerika, 1994
- Iztrohnjeno srce, Weggerot hart, 1995
- Temna stran svetlobe, De donkere kant van het licht, 1995 (radiotoneel)
- Angleško poletje, Engelse zomer, 1997 (radiotoneel)
- Sončne pege, Zonnesproetjes, 1998
- Padamo, padamo, We vallen, we vallen, 1998
- Poslednja nedolžnost, De laatste onschuld, 1999
- Enajsti planet, De elfde planeet, 2000
- Nora Nora, Gekke Nora, 2004
- Akvarij, Het aquarium, 2007
- Alica v nori deželi, Alice in Gekkenland, 2010
- Antigona zdaj, Nu Antigone, 2012

### Kinderliteratuur
- Pikpokec postane svetovni prvak, Sproet wordt wereldkampioen, 2007
- Alica v nori deželi, Alice in Gekkenland, 2008

### Essay
- Na poti v nebesa sem se oglasil v peklu, Op weg naar de hemel antwoordde ik in de hel, 2004

- Bibsys: 6064738
- Biblioteca Nacional de España: XX5576820
- Gemeinsame Normdatei: 130584037
- International Standard Name Identifier: 0000 0001 0995 9945
- Library of Congress Control Number: n83216775
- Nationale Bibliotheek van Letland: 000339118
- Nationale Bibliotheek van Tsjechië: xx0032350
- Nationale en Universitaire bibliotheek Zagreb: 000033497
- Nederlandse Thesaurus van Auteursnamen: 18663742X
- Système universitaire de documentation: 11741431X
- Virtual International Authority File: 85499399
- WorldCat: E39PBJm9bKBHDmHhbhQtPQfTHC